# Чибин, Камилло
Камилло Чибин (5 июня 1926, Сальгареда, Италия — 25 октября 2009, Рим, Италия) — бывший главный инспектор жандармерии Ватикана (1997—2001).

## Биография
Прослужил в ватиканской жандармерии в общем 58 лет.
В 1962—1965 гг. возглавлял службу безопасности Второго Ватиканского собора..
В 1971—2006 гг. — генеральный инспектор военного корпуса Ватикана.
Камилло Чибин был свидетелем трех покушений на жизнь пап.
В первый раз это произошло в столице Филиппин Маниле, где психически больной человек напал с ножом на папу Павла VI.
13 мая 1981 года, когда на площади св. Петра Мехмет Али Агджа стрелял в Иоанна Павла II, Чибин перепрыгнул через заграждение, схватил и обездвижил турецкого террориста, в то время как другие сотрудники безопасности расчищали дорогу для машины, везшей раненого понтифика в больницу. После этого случая Чибин подал в отставку, но папа её не принял.
Год спустя, в 1982 г., в храме Девы Марии в Фатиме (Португалия) предотвратил покушение психически неуравновешенного человека на Иоанна Павла II.
С 2006 г. в отставке.